# Cavia magna
Велика морська свинка або Кавія велика (Cavia magna) — вид гризунів родини Кавієві, який проживає в штатах Санта-Катаріна та Ріу-Гранді-ду-Сул, Бразилія, а також на сході Уругваю у водно-болотних угіддях, в ярах між пагорбами, населяє луки та узлісся. Вагітність триває більше двох місяців; після якої народжується один два малюка.

## Загрози та охорона
Основні загрози: спалювання рослинності на розведення великої рогатої худоби. Зустрічається принаймні на одній природоохоронній території в Уругваї (Лагуна де Кастільйос) і принаймні в чотирьох в Бразилії.